# Dinosaur King

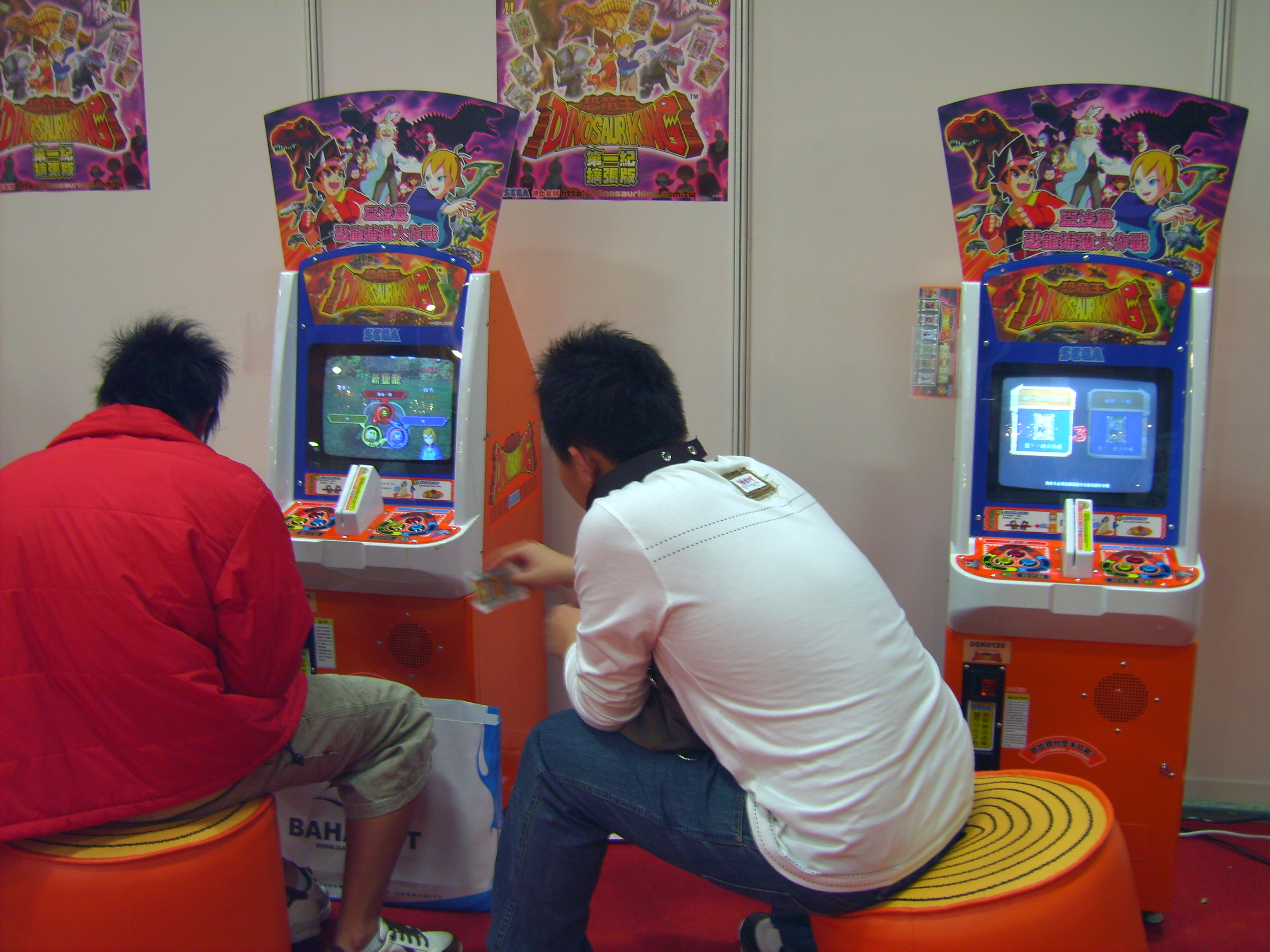
Game show la Taipei 2007, unde a fost expus jocul Dinosaur King în format arcade.

Dinozaur King este un joc cu carduri de la Sega, unde se utilizează aceeași structură de joc ca și la mecanismele Mushiking singura diferență este că se folosesc dinozauri pentru bătălii. 
În 2008, Upper Deck Company creează un joc de carduri, însă acesta nu poate fi confundat cu cardurile pentru jocurile video. 

## Povestea

### Card Game/DS Game
Dr. Taylor are o misiune paleontologică în Africa, împreună cu fiul lui, Max, și prietenul acestuia, Rex. Acolo, Max găsește o piatră magică și un desen cu dinozaurul care îl va ajuta în călatorie. O organizație malefică, numită Banda Alpha, cu conducătorul numit Dr. Z, se întorc în timp pentru a captura dinozauri care să îi ajute să cucerească lumea. În acest timp, Max, Zoe și Rex călătoresc peste tot în lume pentru a găsi ilustratele cu dinozauri și pentru  a-i înfrânge pe Dr. Z și Banda Alpha. 
Max, Rex și Zoe sunt trei prieteni, membrii unui grup cunoscut sub numele de echipa D. Singura lor preocupare era distracția, până când au găsit trei fosile în pădure. Foarte curând, echipa D, va avea ca misiune salvarea dinozaurilor preistorici închiși sub forma unor carduri de către o organizație misterioasă care poate călători în timp, numită Alpha Gang. Una dintre cele 2 echipe care va aduna prima toate cardurile, va deveni Dinosaur King.

## Personaje
Vedeți: Lista personajelor din Dinozaur King.

## Ilustrate
Sunt diferite ilustate cu dinozauri, unele duplicate. Jucătorul le scanează într-o mașinărie numită Dino-port. Există 4 tipuri de dinozauri.

### Ilustratele cu dinozauri
Aceste ilustrate reprezintă dinozauri pentru lupte. Pe ilustratele cu dinozauri se găsesc:
- Informații (numele, mărimea etc. : pe spatele ilustratei)
- Tipul dinozaurului
- Elementul
- Puncte de tehnică
- Puncte de putere

## Dinozauri

### Primul sezon
- Triceratops

Nume: Chomp
Element: Electricitate
Prima apariție: episodul 1
Locul găsirii: Într-o pădure, nu departe de casa lui Max
Mișcări folosite: Electric Charge, Lightning Spear, Lightning Strike, Tag Team, Thunder Bazooka, Thunder Storm Bazooka (Mișcare combinată), Plasma Anchor, Ultimate Thunder, Gatling Spark Thunder Driver Final Thunder
Aparține lui: Max Taylor 
- Tyrannosaurus Rex

Nume: Terry
Element: Foc
Prima apariție: episodul 1
Locul găsirii: Insula echipei Alpha, la punctul Zeta
Mișcări folosite: Volcano Burst, Neck Crusher, Blazing Spin Attack, Tag Team, Tail Smash, Critical Block, Final Fury, Death Fire, Ultimate Fire, Heat Eruption, Magma Blaster
Aparține lui: Ursula 
- Spinosaurus

Nume: Spiny
Element: Apă
Prima apariție: episodul 2
Locul găsirii: Piramida de la Giza, Egipt
Mișcări folosite: Shock Wave, Tail Smash, Futaba Mega Cannon, Water Sword, Ultimate Water, Anhanguera Dive, Hydro Cutter, Neck crusher
Aparține lui: Zander 
- Carnotaurus

Nume: Ace
Element: Vânt
Prima apariție: episodul 2
Locul găsirii: În Alberta, Canada
Mișcări folosite: Cyclone, Ninja Attack, Kagerou, Thunder Storm Bazooka, Ultimate Wind, Biting Wind, Hurricane Beat, Sonic Blast.
Aparține lui: Rex 
- Parasaurolophus

Nume: Paris
Element: Iarbă
Prima apariție: episodul 2
Locul găsirii: In Alberta, Canada
Mișcări folosite: Natures Blessing, Metal Wing, Stomping Hammer, Big Foot Assault, Emerald Garden, Ultimate Leaf, Green Impulse
Aparține lui: Zoe
- Saichania

Nume: Tank
Element: Pământ
Prima apariție: episodul 3
Locul găsirii: La Muzeul din Londra
Mișcări folosite: Dino Swing, Earth Barrier, Earthquake, Ultimate Earth, Quake Saber, Tupuxuara Dive, Spiked Arrows
Aparține lui: Ed 
- Saltasaurus

Element: Apă
Prima apariție: episodul 4
Locul găsirii: În pădurea din Amazon
Aparține lui: Max și Rex
- Carcharodontosaurus

Element: Foc
Prima apariție: episodul 5
Locul găsirii: Lângă Marele Zid Chinezesc, în China
Mișcări folosite: Fire cannon
Aparține lui: Rex și Max 
- Maiasaura

Element: Iarbă
Prima apariție: episodul 6
Locul găsirii: În Munții Alpi
Mișcări folosite: Diving Press
Aparține lui: Zoe 
- Utahraptor

Nume: Utah
Element: Vânt
Prima apariție: episodul 7
Locul găsirii:Î ntr-un studio TV, în Tokyo
Mișcări folosite: Atomic Bomb
Aparține lui: Ursula, mai târziu lui Rex și Max 
- Styracosaurus

Element: Electricitate
Prima apariție: episodul 8
Locul găsirii: În insula Maui, Hawaii
Mișcări folosite: Lightning Spear
Aparține lui: Echipa Alpha, mai târziu lui Max
- Ankylosaurus

Nume: Club
Element: Pământ
Prima apariție: episodul 9
Locul găsirii: În Monaco
Aparține lui: Rex 
- Pteranodon Trio

Element: Iarbă
Prima apariție: episodul 10
Locul găsirii: Undeva în Japonia.
Aparține lui: Zoe
- Suchomimus

Nume: Sucho
Element: Apă
Prima apariție: episodul 11
Locul găsirii: În Monaco
Aparține lui: Rex
- Ceratosaurus

Element: Vânt
Prima apariție: episodul 12
Locul găsirii: La punctul Zeta
Aparține lui: Dr. Z și Zander, mai târziu lui Rex
- Pachycephalosaurus

Nume: Pachy
Element: Necunoscut
Prima apariție: episodul 14
Locul găsirii: Roma, Italia
Mișcări folosite: Raza dinamică
Aparține lui: Dr. Z, mai târziu lui Max
- (Super Alpha) Acrocanthosaurus

Nume: Acro
Element: Foc
Prima apariție: episodul 15
Locul găsirii: Undeva în Arhipelagul Arctic Canadian
Aparține lui: Zander, mai târziu lui Max
- Altirhinus

Element: Iarbă
Prima apariție: episodul 17
Locul găsirii: În timpul unui joc de fotbal, în Brazilia
Mișcări folosite: Super impact
Aparține lui: Ursula, mai târziu lui Zoe și Max
- Daspletosaurus

Nume: Digo
Element: Foc
Prima apariție: episodul 18
Locul găsirii: În timpul unui festival, în Indonesia
Mișcări folosite: Bomba de foc
Aparține lui: Max
- Seismosaurus

Element: Iarbă
Prima apariție: episodul 19
Locul găsirii: În New York
Aparține lui: Zoe
- Supersaurus

Element: Iarbă
Prima apariție: episodul 20 
Locul găsirii: În Augusta, Georgia
Aparține lui:Ursula, mai târziu lui Zoe și Max
- Euoplocephalus

Nume: Honnah
Element: Pământ
Prima apariție: episodul 21
Locul găsirii: Într-o peșteră, în Japonia
Mișcări folosite: Quake Saber
Aparține lui: Rex și Max
- Megaraptor

Element: Vânt
Prima apariție: episodul 22
Locul găsirii: Într-un aeroport în Japonia
Aparține lui: Rex
- Amargasaurus

Element: Apă
Prima apariție: episodul 23
Locul găsirii: În Loch Ness, Scoția
Aparține lui: Max
- Anchiceratops

Element: Electricitate
Prima apariție: episodul 24
Locul găsirii: În Paris, Franța.
Mișcări folosite: Death Grind
Aparține lui: Max și Rex
- Futabasaurus

Nume: Futaba
Element: Apă
Prima apariție: episodul 25
Locul găsirii: În niște mine, Japonia.
Aparține lui: Ursula, mai târziu lui Zoe
- Therizinosaurus

Nume: Terizino
Element: Necunoscut
Prima apariție: episodul 28
Locul găsirii: Într-un site de demolare, în Japonia
Mișcări folosite: Gyro Slasher, Claw Blade
Aparține lui: Dr. Z, mai târziu echipei D.
- Torosaurus

Element: Electricitate
Prima apariție: episodul 29
Locul găsirii: În Savana Kenyană
Mișcări folosite: Lightning Strike
Aparține lui: Max
- Saurolophus Duo

Element: Iarbă
Prima apariție: episodul 30
Locul găsirii: În Mexic
Aparține lui: Zander, mai târziu lui Zoe și Max
- Pawpawsaurus

Nume: Pawpaw
Element: Necunoscut
Prima apariție: episodul 31
Locul găsirii: Ruinele Mayase
Aparține lui: Ursula, mai târziu lui Rex și Max
- Baryonyx

Element: Apă
Prima apariție: episodul 32 
Locul găsirii: Cascada Niagara
Aparține lui: Max și Rex
- Deltadromeus

Element: Vânt
Prima apariție: episodul 33
Locul găsirii: În India
Aparține lui: Rex și Max
- Deinonychus Trio

Nume: Dino, Danno și Sue
Element: Necunoscut
Prima apariție: episodul 34
Locul găsirii: Într-un sat ninja, în Japonia
Mișcări folosite: Spinning Attack. Crossing Attack
Aparține lui: Dr. Z, mai târziu lui Max și Rex
- Iguanodon

Nume: Iguano
Element: Iarbă
Prima apariție: episodul 35
Locul găsirii: La stânca Uluru, în Australia
Aparține lui: Ursula, mai târziu lui Zoe și Max
- Velociraptor Trio

Numele liderului: Diru
Element: Necunoscut
Prima apariție: episodul 35 
Locul găsirii: La stânca Uluru, în Australia
Aparține lui: Seth și Rod
- Saurophaganax

Element: Foc
Prima apariție: episodul 37
Locul găsirii: În Oklahoma, America
Mișcări folosite: Magma Blaster. Critical Block. Death Fire (Fire Scorcher).
Aparține lui: Seth, Dr. Z și Rod, mai târziu lui Max
- Stegosaurus

Element: Pământ
Prima apariție: episodul 38
Locul găsirii: În Angkor, Cambodia
Mișcări folosite: Spiked Arrows
Aparține lui: Laura și Seth
- Mapusaurus

Element: Foc 
Prima apariție: episodul 39
Locul găsirii: În Chinatown
Mișcări folosite: Fire Cannon
Aparține lui: Rex și Max
- Allosaurus

Element: Vânt
Prima apariție: episodul 40
Locul găsirii: În Barcelona
Mișcări folosite: Kagerou
Aparține lui: Rex și Max
- Pentaceratops

Element: Electricitate
Prima apariție: episodul 41
Locul găsirii: În Hollywood
Aparține lui: Max
- Ampelosaurus

Element: Apă
Prima apariție: episodul 42
Locul găsirii: În Moscova
Aparține lui: Max
- Fukuisaurus

Element: Iarbă
Prima apariție: episodul 
Locul găsirii: În Kyoto, Japonia
Mișcări folosite: Emerald Garden
Aparține lui: Zoe și Max
- Megalosaurus

Element: Necunoscut
Prima apariție: episodul 45
Locul găsirii: În Japonia.
Mișcări folosite: Zero G Throw, Giga Take Fall
Aparține lui: Dr. Z și Ursula, mai târziu lui Max și Rex
- Black Tyrannosaurus

Element: Foc
Prima apariție: episodul 48
Locul găsirii: Într-o navetă spațială
Mișcări folosite: Death Fire
Aparține lui: Seth
La sfârșitul primului sezon ilustratele sunt ale:
- Echipa D: 43 de ilustrate
- Echipa Alpha: 8 ilustrate